# Johann Punz
Johann Punz (* 1. September 1843 in Ramsau bei Berchtesgaden; † 28. Februar 1906 in Ramsau) war ein deutscher Bergsteiger aus Ramsau bei Berchtesgaden. Er wurde auch Preiß (nach seinem Bauernlehen) genannt.
Ihm gelang zusammen mit seinem Nachbarn, dem Bergführer Johann Grill (genannt Kederbacher), und dem Österreicher Albert Kaindl 1868 die erste Überschreitung der drei Watzmannspitzen (Hocheck, Mittelspitze und Südspitze).
Zusammen mit Ludwig Purtscheller führte er am 12. Juni 1885 die zweite Durchsteigung der Watzmann-Ostwand durch. Auch das Kleine Palfelhorn im Hochkalter hat er zusammen mit Franz von Schilcher und J. Schöttl im gleichen Jahr als Erster bestiegen.